# Murarátka
Murarátka is een plaats (község) en gemeente in het Hongaarse comitaat Zala. Murarátka telt 286 inwoners (2001).